# Hugo Grotius
Hugo Grotius (eredeti nevén Huig de Groot) (Delft, 1583. április 10. – Rostock, 1645. augusztus 28. ) holland államférfi, jogász, a modern nemzetközi jog előfutára.

## Élete
Előkelő családból származott és „csodagyerekként” tizenegy évesen már a leideni egyetem hallgatója lett, ahol a híres Joseph Justus Scaliger felfigyelt rá. 1598-ban Johan van Oldenbarneveld magával vitte Franciaországba. Ugyanebben az évben nyerte el a doktori oklevelet. 1607-ben kinevezték Holland, Seeland és nyugati Friesland tartományok közügyészévé. Nemsokára a tenger szabadságáról és a holland államiság történetéről írt könyveket. 1613-ban Angliába küldték rendkívüli követként. Miután innen visszatért, Rotterdam város jogi képviselője lett. Szabad idejében Lucanus kiadásán és a holland háború történelmén dolgozott. 1616-ban a holland rendek megbízásából többedmagával Amszterdamba ment a türelmi ediktum elfogadtatása végett, azonban fáradozásai hiábavalók voltak. Móric, a ravasz orániai fejedelem csel és erőszak által annyira megerősítette pártját, hogy 1618-ban Oldenbarneveldet, Grotiust és Hogerbeetset a törvényes formák mellőzésével halálra ítélték. Grotiust ugyan felmentették, de élethosszig tartó fogságra és javainak elkobzására ítélték. Felesége 1621-ben csellel, egy könyves ládában szabadította ki a hollandiai Loevestein várából. Ekkor Antwerpenen át Párizsba menekült, ahol 3000 livre évi járadékot nyert. 1631 októberében visszatért Rotterdamba. Hazája olyan hidegen és bizalmatlansággal fogadta, hogy csakhamar eltávozott. Egy ideig Hamburgban tartózkodott, végül 1634 májusában a svéd kancellár, Axel Gustafsson Oxenstierna meghívására Frankfurtba távozott, majd a svéd korona követe volt a francia udvarnál. Törekvései a katolikusok és a többi keresztény felekezetek egyesítésére gyanúba keverték és emiatt elvesztette Oxenstierna bizalmát. 1645-ben elbocsáttatását kérte és ekkor Stockholmba, majd Lübeckbe ment. A vihar azonban Danzigtól nem messze partra vetette és súlyos betegen ért Rostockba, ahol meghalt.

## Művei
Legfontosabb műve az 1625-ben megjelent, XIII. Lajosnak ajánlott, a háború és béke jogáról szóló munkája (De iure belli ac pacis libri tres), melyet száműzetésben írt. Ezt a munkáját a modern nemzetközi jog első rendszeres műveként tisztelik.
- hatott az európai magánjogra, az állam- és egyházjogra is
- kiállt a tengerek szabadságának elve mellett az 1609-ben megjelent Mare liberum című munkájában
- szükségesnek tartotta a külállamok követeinek területenkívüliségét (ma diplomáciai mentességek és kiváltságok)

## Államfilozófiája
Amíg Machiavelli számára az állam a jog forrása, Grotiusnál csupán védelmezi és biztosítja a jogot, amely megelőzi az államot, illetve az államok egymás közti viszonyára is érvényes.
A jog nem gyökerezik sem a haszonban, sem a hatalomban, nem is Istentől adatik, hanem az ember eszes és társas természetében.
A természetjog minden jog forrása, a pozitív, tételes jog az akarat szabad rendelkezése a természetjog keretein belül. A szerződések kötelező erejét a természetjog azon rendelkezése biztosítja, hogy a szerződések megtartandók. A békés együttélés biztosítására létrejött
szerződés vetette meg az állam alapját. Az egyén jogait a közzel kötött szerződés korlátozza, a közösség pedig az egyén jogainak védelmére kötelezi magát.
A szekularizált természetjog alapja a tulajdonhoz való jog, ebből vezeti le Grotius az összes többi jogot, még azt is, hogy az ember – mivel a test is a tulajdona – eladhatja magát rabszolgának, a meghódított országok lakosai rabszolgasággal vásárolhatják meg jogukat az élethez, hiszen a győzteseknek jogukban állt volna kivégezni őket.
Ha azonban a jog alapja a tulajdon, akkor minden áru: az élet, a szabadság, a kultúra, a szerelem. A feleség a férj tulajdona. A nép vagy az állam azonban nem a király tulajdona.
Grotius átveszi Bellarmin és Suarez tanait a népfelség elvéről. Az uralkodó hatalma nem Istentől, hanem a néptől van. A hatalmat a nép kapja Istentől, és a nép bízza meg a királyt a hatalom gyakorlásával. Nem vonja le azonban a népfelség elvének következményét, s visszautasítja J. De Mariana elméletét az ellenállás jogáról.

## Emlékezete
Holttestét bebalzsamozták és templomba helyezték, később Delftbe szállították, ahol 1780-ban emlékművet állítottak a tiszteletére. Sírfeliratát ő maga fogalmazta: «Grotius hic Hugo est, Batavus, captivus et exul, legatus regni Suecia magna tui».

## Művei
- De iure belli ac pacis libri tres

Annotationes ad Vetus Testamentum, 1732

- Commentarius de jure praedae (eredeti címe: De Indis - Az Indiákról)
- De mare liberum (A szabad tengerekről)
- Hugonis Grotii annales et historiae de rebus Belgicis; Historia Gothorum, Vandalorum er Longobardorum. Amsterdam, 1657.
- De veritate religionis christianae
- Anthologiai graeca cum versione latina H. Grotii, edit, ab Hier. de Bosch. Ultraj. 1795-1798.
- Christus patiens
- Sophompaneas
- Adamus exul.

### Műveinek utóélete
- Könyvtárát és kéziratait a svéd királynő Isaac Vossius útján 24000 forintért megvásároltatta. Teológiai munkáit fia, Péter adta ki négy fóliáns méretű kötetben. Az Ószövetség magyarázatát Johann Christoph Döderlein adta ki 1775-ben három kötetben Halleban.
- Mint költő, különösen latin költeményeivel tett szert hírnévre (első kiadása 1617-ben)
- Leveleiből unokái adtak ki egy gyűjteményt 1687-ben (2500 levél XI. Károlynak ajánlva), a többiek 1806-ban és 1809-ben láttak napvilágot, 1829-ben pedig ilyen címmel: Epistolae ad Joh. Oxenstiernam et Joh. Ad. Salv. etc. ineditae, Harlem

## Magyarul
- A háború és a béke jogáról (1-3. kötet, fordította: Brósz Róbert, Diósdi György és Haraszti György, Bp., 1960)
- A háború és a béke jogáról (fordította: Haraszti György, Brósz Róbert, Diósdi György és Muraközy Gyula. Kriterion Könyvkiadó, Bukarest, 1973)
- A háború és a béke jogáról; ford. Haraszti György et al.; Pallas Stúdió–Attraktor, Bp., 1999